# Estación de Vilar Formoso
Vilar Formoso es una estación ferroviaria situada en Vilar Formoso, el municipio portugués de Almeida. La estación sirve para las líneas de la Beira Alta y Medina del Campo-Vilar Formoso, esta última procedente de España.

## Características

### Localización y accesos
Esta plataforma se encuentra junto a la calle de la Estación, en la localidad de Vilar Formoso.

### Descripción física
Contaba, en enero de 2011, con cinco vías de circulación, con longitudes entre los 583 y 211 metros; las tres plataformas tenían 375 y 317 metros de extensión, y 35 y 25 centímetros de altura.

## Historia
El tramo entre esta plataforma y la estación de Pampilhosa entró en servicio, de forma provisional, el 1 de  julio de 1882; la Línea de Beira Alta fue inaugurada, en su totalidad, entre Vilar Formoso y Figueira da Foz, el 3 de agosto del mismo año, por la Compañía de los Caminhos de Ferro Portugueses de Beira Alta.